# Millie Jackson
Mildred Virginia Jackson (Thomson, Georgia; 15 de julio de 1944), conocida como Millie Jackson, es una cantante de soul, R&B, quiet storm y música disco estadounidense.

## Biografía
Nació en Thomson y vivió con su abuela, hasta que en 1958 se trasladó a Newark (Nueva Jersey) para vivir con su padre. Creció influida por el sonido del soul y el góspel de Otis Redding y Sam Cooke, y más tarde de The O'Jays. La primera vez que cantó ante un público fue en el club Smalls Paradise, con el tema de Ben E. King "Don't Play It No More". Tony Rice la llevó a actuar a Hoboken (Nueva Jersey) y más tarde a Brooklyn (Nueva York). Su primer tema grabado fue "A Child of God (It's Hard to Believe)", un sencillo góspel editado en 1971. El sencillo se canceló pero a pesar de ello llegó al número 22. En la primavera de 1972 hizo su primer top10 con el tema "Ask Me What You Want". Continuó actuando por clubes y lanzó su segundo éxito dentro del top10, "My Man, A Sweet Man". En 1973 editó "It Hurts So Good", llegando al tercer puesto de las listas de ventas. El tema también se incluyó en la banda sonora de "Cleopatra Jones". El álbum tenía el mismo nombre, y estaba producido por la propia Millie Jackson y Brad Shapiro. 
En enero de 1975, editó "Caught up", predecesor del hip hop, con un lenguaje soez y picante que encantó al público. Contenía el sencillo "If Loving You Is Wrong I Don't Want to Be Right", por el que recibió varias nominaciones a los Grammy. Debido a su voz, decidió cantar en menor parte, por lo que comenzó a hablar, acercándose al estilo del rap. Por ese tiempo cantó junto a Merle Haggard el éxito country "If You're Not Back in Love by Monday". Durante los 80s tuvo numerosos pequeños hits para la discográfica Spring Records. En 1985 aparece haciendo un dueto junto a Elton John en el tema "Act Of War" del disco "Ice On Fire" del cantante y compositor inglés. En 1986 firmó con Jive, donde lanzó los temas "Hot! Wild! Unrestricted! Crazy Love" y "Love Is a Dangerous Game", que llegaron respectivamente a los números nueve y seis de las listas de R&B. Escribió la obra de teatro "Young Man, Older Woman" que hizo una gira por todo Estados Unidos, a la vez que tenía un programa de radio en Dallas (Texas). Durante los años 1990 sus álbumes han sido dispersos, siendo el último hasta el momento en 2001 "Not for Church Folk!".

## Discografía
| Año  | Título                             | Discográfica  |
| ---- | ---------------------------------- | ------------- |
| 1972 | Millie Jackson                     | Spring        |
| 1973 | It hurts so good                   | Southbound    |
| 1974 | I got to try it one time           | Southbound    |
| 1974 | Caught up                          | Southbound    |
| 1975 | Still caught up                    | Southbound    |
| 1976 | Free and in love                   | Southbound    |
| 1977 | Feelin' bitchy                     | Southbound    |
| 1977 | Lovingly yours                     | Southbound    |
| 1978 | Get out'cha system                 | Southbound    |
| 1979 | A moment's pleasure                | Spring        |
| 1979 | Royal Rappin's                     | Southbound    |
| 1980 | For men only                       | Polydor       |
| 1980 | I had to say it                    | Polydor       |
| 1980 | Live                               | Polydor       |
| 1981 | Just a lil'bit country             | Spring        |
| 1982 | Hard times                         | Polydor       |
| 1982 | Live and outrageous                | Spring        |
| 1982 | Live and uncensored                | Southbound    |
| 1983 | ESP(Extra sexual persuasion)       | Sire          |
| 1986 | Imitation of love                  | Jive          |
| 1988 | the tide is turning                | Jive          |
| 1989 | Back to the shit                   | Jive          |
| 1991 | Young man, older woman             | Jive          |
| 1993 | Younf man, older woman: cast álbum | Ichiban       |
| 1994 | Rock N'Soul                        | Ichiban       |
| 1995 | It's over                          | IC            |
| 2001 | Not for church folk!               | Weird Wreckus |

- Datos: Q275575
- Multimedia: Millie Jackson / Q275575